# Тенета кохання
Тенета кохання (гінді जाल) — індійська стрічка режисера Умеша Мегра створена у Боллівуді в 1986 році. Головні ролі виконали Мітгун Чакраборті, Джітендра, Рекха, Мун Мун Сен та Мандакіні.

## Синопсис
Власниця борделю жадає помститися за смерть коханого чоловіка, який колись одружився з нею всупереч усім забобонам, коли її усі зрадили. Для здійснення плану помсти їй потрібні помічники. Вона знаходить таку людину, інсценує свою загибель, та приступає до здійснення плану помсти...

## У ролях
| Актор             | Роль                               |
| ----------------- | ---------------------------------- |
| Мітгун Чакраборті | Шанкар С. Верма                    |
| Рекха             | Аміта С. Сінг / Сандарі / Меенабай |
| Джітендра         | Шаші Пратап Сінг                   |
| Мун Мун Сен       | Суніта П. Сінг                     |
| Мандакіні         | Мадгу                              |
| Вінод Мегра       | Сатпал Верма                       |
| Тануя             | Шанті                              |
| Амріт Пал         | Бгану Пратап Сінг                  |
| Шарат Саксена     | Гарія                              |
| Ґюльшан Ґровер    | Балрам                             |
| Джаґдіп           | Хатарнак-хан, друг Шанкара         |
| Тедж Сапру        | Джекі                              |
| Іла Арун          | Тара                               |
| Джавед Хан        | Ґунду                              |
| Бірбал            | Даланані                           |
| Моган Чоті        | помічник Хатарнак-хана             |
| Юнус Парвес       | Дудгвала                           |
| Рупеш Кумар       | Кедар                              |